# Hempstead (Texas)
Hempstead is een plaats (city) in de Amerikaanse staat Texas, en valt bestuurlijk gezien onder Waller County.

## Demografie
Bij de volkstelling in 2000 werd het aantal inwoners vastgesteld op 4691.
In 2006 is het aantal inwoners door het United States Census Bureau geschat op 6837, een stijging van 2146 (45.7%).

## Geografie
Volgens het United States Census Bureau beslaat de plaats een oppervlakte van
13,0 km², waarvan 12,9 km² land en 0,1 km² water. Hempstead ligt op ongeveer 52 m boven zeeniveau.

## Plaatsen in de nabije omgeving
De onderstaande figuur toont nabijgelegen plaatsen in een straal van 32 km rond Hempstead.

## Geboren
- Buster Pickens (1916-1964), blueszanger en -pianist